# Belício Tebaniano
Belício Tebaniano (em latim: Bellicius Tebanianus) foi um senador romano nomeado cônsul sufecto em março de 118 com o imperador Adriano. Originário de Viena, na Gália Narbonense, Tebaniano provavelmente era filho de Caio Belício Natal Tebaniano, cônsul sufecto em 87, e irmão de Caio Belício Flaco Torquato Tebaniano, cônsul em 124. Além disto, ele provavelmente era tio de Caio Belício Torquato, cônsul em 143, e de Caio Belício Calpúrnio Torquato, cônsul em 148.